# Marco Iannitello
Marco Iannitello (Palermo, 2 giugno 1985) è un attore italiano.

## Biografia
Nato a Palermo, si trasferisce ad Arezzo con la famiglia all'età di 5 anni.
Inizia giovanissimo a recitare al Piccolo teatro di Arezzo; si trasferisce a Roma nel 2004 e comincia a frequentare la Scuola di cinema diretta da Lino Capolicchio, per poi partecipare a laboratori diretti da Alessandro Pultrone, Eros Puglielli e Liliana Eritrei.
Nel 2006 debutta con un piccolo ruolo nel film Ho voglia di te diretto da Luis Prieto.
Nel 2007 gira la sua prima serie televisiva Provaci ancora prof 2, e successivamente lavora con Michele Placido nella miniserie TV Aldo Moro - Il presidente, nella quale interpreta Raffaele Iozzino, uno dei 5 agenti di scorta rimasti uccisi nel rapimento in Via Fani.
Partecipa quindi a Distretto di polizia 7, R.I.S. Roma - Delitti imperfetti, Don Matteo 8, L'ispettore Coliandro, Che Dio ci aiuti, Anna e i cinque.
Nel 2010 è protagonista, insieme all'attore Marco Rulli, del film Diciottanni - Il mondo ai miei piedi per la regia di Elisabetta Rocchetti. Per questa interpretazione vince, con Nina Torresi, il premio come Miglior attore non protagonista al Terra di Siena Film Festival, sempre nel 2010 gira Mancate verità fiction in 8 puntate per Fox, regia di Franco Salvia.
Nel 2011 recita con Luca Magri e Francesco Barilli nel film horror La casa nel vento dei morti, per la regia di Francesco Campanini.
Nel 2013 gira un episodio della serie Rex, intitolato n13, diretto dai Manetti Bros..
Nel 2014 viene scelto per interpretare il ruolo di Gabriele nell'opera prima da regista di Luca Magri, nel film Il vincente uscito nelle sale nel 2016. Successivamente nel novembre 2014 viene scelto da Gianluca Maria Tavarelli per girare un episodio della nuova serie Il giovane Montalbano con Michele Riondino.
Nel dicembre 2016 gira per Rai 3 una puntata di Amore criminale e nel gennaio 2017 uno speciale per Rai 1 su Giulio Regeni, entrambi diretti da Matilde D'Errico.
Nel luglio 2017 viene scelto da Daniele Vicari per il film TV su Giuseppe Fava, interpretato da Fabrizio Gifuni, tratto dall'omonimo libro Prima che la notte.
Nel dicembre 2017 gli viene consegnato il premio Vincenzo Crocitti come Attore in carriera - Sezione giovani.
Nel giugno 2018 fonda il duo comico I photogenici insieme a Michele Abbondanza e allo sceneggiatore Simone Bertozzi. Nel 2020 esce la prima Web Serie de I Photogenici, intitolata 2020: odissea sul divano.
Nel 2019 viene diretto da Samantha Casella in “I Am Banksy”. I am Banksy esordisce nel carismatico TCL Chinese Theatre di Los Angeles in occasione del Golden State Film Festival, ha vinto Best International Short. Ha poi vinto come Best Foreign Short al Los Angeles Independent Film Festival Award e Best International Short al Los Angeles Theatrical Release Competition & Award. In totale il cortometraggio ha collezionato 15 premi, tra cui Best Director al Accolade Global Film Competition.

## Vita privata
È nipote dell'attore e cantautore Giovanni Alamia.
Il 20 gennaio 2013 l'attore ha subito un'aggressione da parte di uno sconosciuto con una coltellata alla schiena,alla mano e all'occhio.
L'attore se l'è cavata con tre punti sulla cornea, cinque nella congiuntive e punti di sutura alla mano.

## Filmografia

### Cinema
- Ho voglia di te, regia di Luis Prieto (2007)
- Diciottanni - Il mondo ai miei piedi, regia di Elisabetta Rocchetti (2011)
- L'arrivo di Wang, regia dei Manetti Bros. (2011)
- La casa nel vento dei morti, regia di Francesco Campanini e Francesco Barilli (2012)
- Il vincente, regia di Luca Magri (2016)
- Toloon, regia di Franco Filippi (2020)
- Katabasis, regia di Samantha Casella (2024)
- Senza senso, regia di Roberta Mucci (2024)

### Televisione
- Provaci ancora prof! 2, regia di Rossella Izzo - 6 episodi - Serie TV (2007)
- Distretto di polizia 7, regia di Alessandro Capone - Episodio: Il volo della colomba - Serie TV (2007)
- Noi due, regia di Massimo Coglitore - Film TV (2008)
- Aldo Moro - Il presidente, regia di Gianluca Maria Tavarelli - Miniserie TV (2008)
- Paolo VI - Il papa nella tempesta, regia di Fabrizio Costa - Miniserie TV (2008)
- Due imbroglioni e... mezzo!, regia di Franco Amurri - Episodio: La nave dei truffati - Miniserie tv (2010)
- Le cose che restano, regia di Gianluca Maria Tavarelli - Miniserie TV (2010)
- L'ispettore Coliandro 4, regia dei Manetti Bros. - Episodio: 666 - Serie TV (2010)
- Notte prima degli esami '82, regia di Elisabetta Marchetti - Miniserie TV (2011)
- Mancate verità, regia di Franco Salvia - Miniserie TV (2011)
- R.I.S. Roma 2 - Delitti imperfetti, regia di Francesco Micciché - serie TV, episodio 2x19 (2011)
- Anna e i cinque 2, regia di Franco Amurri - 6 episodi - Miniserie TV (2011)
- Il mondo di Veronica, regia di Valentina Chiocchini - Miniserie TV (2011)
- Don Matteo 8 , regia di Fernando Muraca - Episodio: Indagine su una figlia - Serie TV (2011)
- Che Dio ci aiuti, regia di Francesco Vicario -  Episodio: La verità e altri impicci - Serie TV (2012)
- Squadra antimafia - Palermo oggi 5, regia di Beniamino Catena - serie TV, episodio 5x01 (2013)
- Rex 7, regia dei Manetti Bros. - Episodio: N13 - Serie TV (2014)
- Il giovane Montalbano 2, regia Gianluca Maria Tavarelli - Episodio: La transazione - Serie TV (2015)
- Prima che la notte, regia di Daniele Vicari – film TV (2018)
- Nero a metà , regia di Marco Pontecorvo - Episodio: Una volta di troppo - Serie TV (2018)
- Figli del destino, regia di Francesco Miccichè - Docufiction (2019)
- Alfredino - Una storia italiana, regia di Marco Pontecorvo - Miniserie TV (2021)
- Mascaria, regia di Isabella Leoni - Film TV (2024)
- Sempre al tuo fianco, regia di Marco Pontecorvo- Serie TV (2024)

### Cortometraggi
- Achille, regia di Jelena Blazic (2006)
- Sturling, regia di Rodolfo Gusmeroli (2018)
- Like my self, regia di Alessandro Panza (2019)
- I am Banksy, regia di Samantha Casella (2019)
- L'ordine delle forze, regia di Michele Montera (2019)
- Commiato, regia di Samuele Portera (2019)
- Boxe - La pace in un pugno, regia di Luigi Migliardi (2022)

## Documentari
- Città criminali, episodio Le bestie di Satana, regia di Maurizio Iannelli (2009)
- Servizio pubblico, episodio Cosa vostra, regia di Walter Molino (2013)
- Amore criminale episodio Il caso Sabrina Blotti, regia di Matilde D'Errico (2014)
- Amore criminale, episodio Il caso Pierangela Gareffa, regia di Matilde D'Errico (2016)
- Frontiere, episodio Il caso Regeni, regia di Matilde D'Errico (2017)
- M, episodio Il caso Moro, regia di Michele Santoro (2018)
- Amore criminale, episodio Il caso Vincenza Avino, regia di Matilde D'Errico (2019)

## Web Serie
- 2020: Odissea sul divano, regia de I Photogenici - 10 episodi - (2020)
- Vicini di casa, regia de I Photogenici - 7 episodi - (2021)
- La casa di piada, regia de I Photogenici - 3 episodi - (2022)

## Riconoscimenti
- 2010 – XIV Terra di Siena Film Festival
  - Miglior attore non protagonista per Diciottanni - Il mondo ai miei piedi

- 2017 – Premio Vincenzo Crocitti
  - Primo Lustro – Attore in carriera (Sezione giovani)